# Center (amerikai futball)

A center (kék színnel) egy tipikus formációban

A center (C) az amerikai futballban az offensive line, azaz a támadófal vezére. A center fontos adottsága az erős fizikum, de emellett fontos a csapatmunka és a jó helyezkedés képessége is.

## Feladatai
A center elsődleges feladata, hogy a snap során sikeresen feladja a labdát a lábai között a quarterback számára, aki általában mögötte áll a play elején. Fontos megjegyezni, hogy a centernek nem kötelessége a quarterbacknek passzolni, playtől függően változhat, hogy kinek passzol, így könnyebb megtéveszteni a védekező ellenfelet. Mivel falember, ezért ő nem kaphatja el az előreadott passzokat, de fumble esetén ő is felveheti a labdát, így akár touchdownt is elérhet. Figyeli a védekező csapat falembereinek (linebacker) felállását és ahhoz igazítja a támadó falemberek felállását a quarterback-kel közösen. A labda feladása után a második feladata, hogy blokkolja az egyik védőjátékost vagy sorhátvédet.

## Blokkolás
A támadósor játékosainak két fő blokkolási feladatcsoportja van: a futóblokk és a passzblokk. A futóblokk célja, hogy utat nyisson a labdával haladó játékos számára. A passzblokknál az a cél, hogy védjék a quarterbacket, és ne engedjék, hogy azok blitzre törekedve behatoljanak a támadósorba.

## További tudnivalók
A center és a sorhátvédek mezeinek a sorszámai az 50–59 között vannak.
Néhány speciális esetben a center helyére az úgynevezett long snapper áll be, aki a labdát a punternek vagy egy holder játékosnak passzolja hátra. Mivel ez nagyobb távot jelent, egy punt esetében akár 12–14 yardot is, ezért a long snappert kifejezetten az ilyen esetekre tartogatják.
Amíg a center hátra nem passzolja a labdát a play elején, addig a védekező sorfal nem lépheti át a köztük lévő határvonalat, a line of scimmage-t.
Az Egyesült Államokban az egyetemek közti bajnokságokban a legjobb centernek évente kiosztják a Dave Rimington díjat.

## Külső hivatkozások
- Barry Cawley - Charles Brodgen: Hogyan játsszák? Amerikai Futball ISBN 963-10-9766-8
- NFL hivatalos oldala

| Amerikai futball-pozíciók                  | Amerikai futball-pozíciók            | Amerikai futball-pozíciók | Amerikai futball-pozíciók             | Amerikai futball-pozíciók | Amerikai futball-pozíciók               | Amerikai futball-pozíciók | Amerikai futball-pozíciók |
| Offense                                    | Offense                              |                           | Defense                               | Defense                   |                                         | Special teams             | Special teams             |
| ------------------------------------------ | ------------------------------------ | ------------------------- | ------------------------------------- | ------------------------- | --------------------------------------- | ------------------------- | ------------------------- |
| Linemen                                    | Guard, Tackle, Center                | Linemen                   | Nose tackle, Tackle, End, Edge rusher | Rúgó játékosok            | Placekicker, Punter, Kickoff specialist |                           |                           |
| Quarterback                                | Quarterback                          | Linebacker                | Linebacker                            | Snapping                  | Long snapper, Holder                    |                           |                           |
| Backs                                      | Halfback, Fullback, H-back, Wingback | Backs                     | Cornerback, Safety                    | Visszahordás              | Punt returner, Kick returner            |                           |                           |
| Elkapók                                    | Wide receiver, Tight end, Slotback   | Backs                     | Nickelback, Dimeback                  | Szerelés                  | Gunner                                  |                           |                           |
| Formációk - Pozíciók története - Stratégia |                                      |                           |                                       |                           |                                         |                           |                           |